# اوژنی لو سومر
اوژنی لو سومر (به فرانسوی: Eugénie Le Sommer) (زادهٔ ۱۸ مه ۱۹۸۹) بازیکن زن فوتبال اهل کشور فرانسه است. وی برای باشگاه فوتبال زنان المپیک لیون و در لیگ برتر فوتبال زنان فرانسه بازی می‌کند. او به طور معمول با پست هافبک هجومی خلاق بازی می‌کند. اما در تیم ملی فوتبال زنان فرانسه به عنوان مهاجم دوم به بازی گرفته می‌شود. وی جایزهٔ توپ برنز را در مسابقات جام جهانی فوتبال زنان زیر ۲۰ سال ۲۰۰۸ شیلی از آن خود کرد. لو سومر اولین حضور خود در تیم ملی و در یک تورنومنت مهم را در مسابقات فوتبال زنان اروپا ۲۰۰۹ تجربه کرد. او اعلام داشت که پس از سه فصل با جدایی از تیم باشگاهی گنگام به قهرمان چهار دورهٔ لیگ زنان فرانسه یعنی تیم المپیک لیون می‌پیوندد.

## پیشه

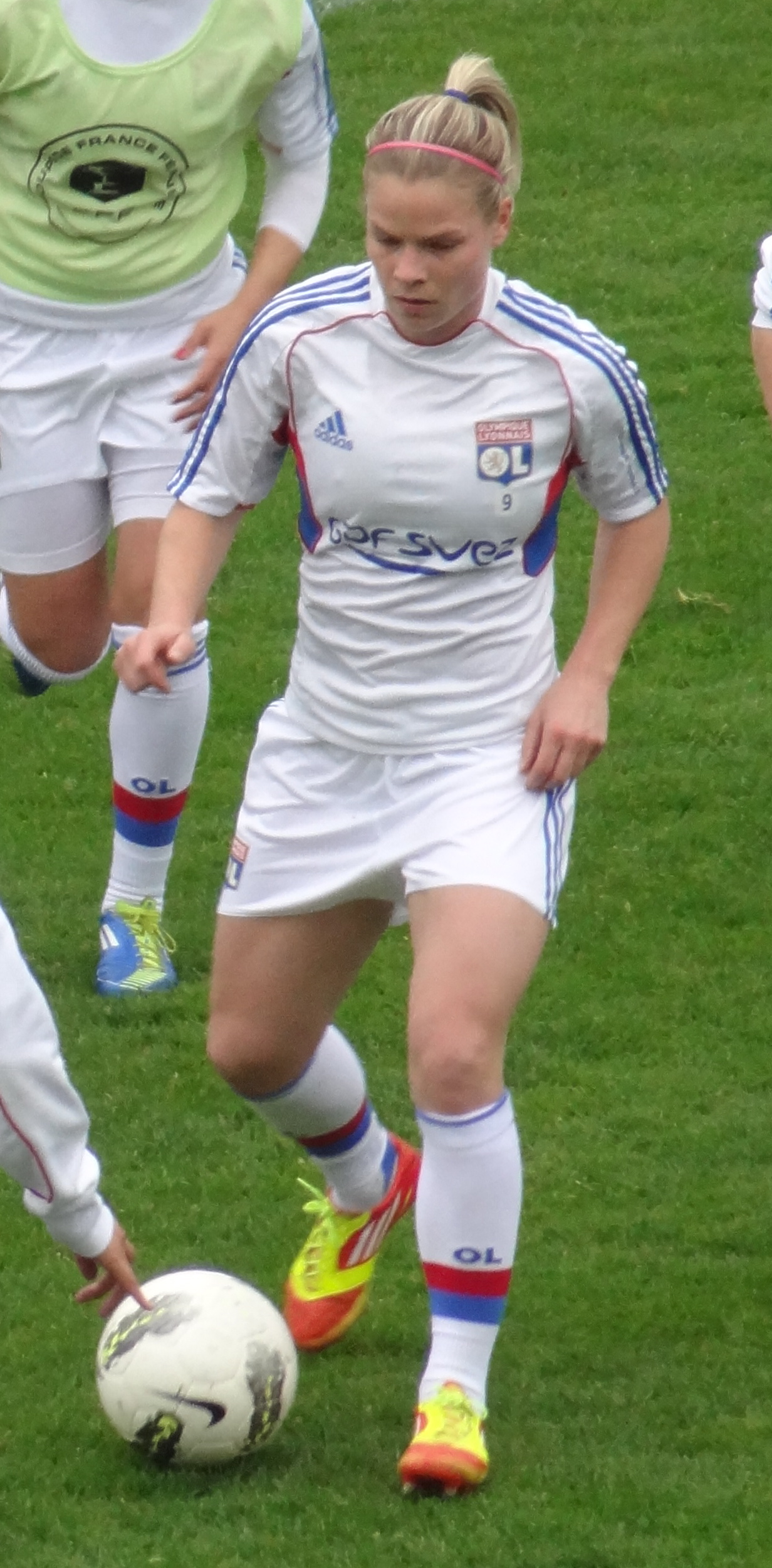
لو سومر با پیراهن تیم المپیک لیون

### باشگاهی
لو سومر فوتبال را از سن ۵ سالگی و با پیوستن به تیم دختران ترلیاسک آغاز کرد. پس از چهار سال حضور در این تیم او به باشگاه آاس گورمور در ناحیهٔ برتانی فرانسه پیوست و در بخش جوانان این باشگاه افتخارات زیادی را بدست آورد و به بخش جوانان این باشگاه در دست یافتن به قهرمانی جام کوپ فدرال ۱۶ ساله‌ها در سال ۲۰۰۵ و مسابقات موزاییک فوت چلنج در سال ۲۰۰۶ که بعدها در مرکز معتبر آکادمی فوتبال فونتین برگزار شد کمک کرد. لو سومر پس از آن مسابقات توسط سی‌ان‌اف کلیر فونتین انتخاب شد تا به این آکادمی بپیوندد. پس از یک دوره کوتاه در این آکادمی او به تیم برییوشن و به لیگ برتر فوتبال زنان فرانسه رفت. در نخستین فصل حضور خود در شهر سن بریوک در تمامی ۲۲ بازی لیگ به زمین رفت و چهار گل را نیز به ثمر رساند. در فصل ۲۰۰۹–۲۰۰۸ لیگ فرانسه ۱۰ گل را در ۲۲ بازی به ثمر رساند. به دلیل عملکرد خوبش در فوتبال فرانسه وی نامزد دریافت جایزهٔ بازیکن سال لیگ ۱ فرانسه شد که این رقابت را به لوییزا نسیب بازیکن باشگاه فوتبال زنان المپیک لیون باخت. لو سومر با یک شروع طوفانی در فصل ۲۰۱۰–۲۰۰۹ و زدن ده گل در هفت بازی اول لیگ که شامل هت تریک در برابر تیم تولوز که نتیجه نهایی باخت ۵–۴ به این تیم بود می‌شد. وی این فصل را با عنوان گلزن برتر لیگ به پایان رساند و جایزهٔ بازیکن سال فرانسه را در بخش زنان بدست آورد.

### ملی
لو سومر فعالیت زیادی در بخش تیم ملی فرانسه داشته است. دارای بازی ملی در رده تیم‌های زیر-۱۷ سال، تیم زیر-۱۹ سال و زیر ۲۰ سال زنان فرانسه است. به همراه تیم زیر ۱۹ سال فرانسه او در هر دو دورهٔ جام لامانگا در سالهای ۲۰۰۷ و ۲۰۰۸ در این رقابتها حضور داشت. او همچنین در سال ۲۰۰۷ در مسابقات فوتبال زنان زیر ۱۹ سال اروپا به عنوان یک بازیکن جوان و همین‌طور در مسابقات فوتبال زنان زیر ۱۹ سال اروپا ۲۰۰۸ که در خانه و در کشور فرانسه میزبانی می‌شد بود. تیم فرانسه در سال ۲۰۰۷ به مرحلهٔ نیمه نهایی راه یافت. اما در سال ۲۰۰۸ این تیم موفق به صعود از مرحلهٔ گروهی نشد. لو سومر پس از آن به همراه تیم ملی فرانسه در جام جهانی فوتبال زیر ۲۰ سال ۲۰۱۸ که در کشور شیلی برگزار می‌شد شرکت کرد. در این مسابقات او با زدن چهار گل بیشترین گل زده در این تیم را داشت که شامل گل حساس او مقابل آرژانتین در آخرین بازی مرحلهٔ گروهی که باعث صعود فرانسه به مرحلهٔ حذفی شد که در مرحلهٔ حذفی آنها در مقابل نیجریه قرار گرفتند. در بازی مقابل نیجریه این تیم ۱–۲ از فرانسه پیش می‌افتد اما لو سومر بازی را در دقیقهٔ ۴۹ بازی به تساوی می‌کشاند و در نهایت فرانسه با گل دیرهنگام نورا-کوتون پلاژی این بازی را ۲–۳ برد. اما در دور بعد تیم فرانسه همراه با سومر با باخت مقابل کره شمالی از دور رقابتها کنار رفت. اما به دلیل عملکرد خوبش در این مسابقات توپ برنز را به عنوان سومین بازیکن مؤثر در این بازی‌ها را از آن خود کرد.
در ۱۲ فوریهٔ ۲۰۰۹ لو سومر اولین بازی ملی خود را در تیم بزرگسالان و در مقابل ایرلند و به عنوان بازیکن تعویضی به زمین رفت که فرانسه این بازی را با نتیجهٔ ۰–۲ پیروز شد. پس از آن وی به طور مستمر همراه با تیم ملی فرانسه بود و در مسابقات قبرس ۲ گل در ۴ بازی این رقابتها برای تیم فرانسه به ثمر رساند؛ و پس از آن توسط مربی فرانسه برونو بینی انتخاب شد تا در مسابقات فوتبال زنان اروپا ۲۰۰۹ برای این تیم بازی کند. با وجود آنکه او در بازی‌ها انتخابی این تورنومنت جزوی از بازیکنان فرانسه نبود. اما در بازیهای مسابقات فوتبال زنان اروپا در هر چهار بازی تیمش به میدان رفت. فرانسه تا مرحله یک چهارم نهایی این بالا رفت اما در ضربات پنالتی با نتیجه ۵–۴ به تیم ملی فوتبال زنان هلند باخت. در ۲۳ سپتامبر ۲۰۰۹ لو سومر سومین گل ملی خود را در مقابل صربستان و در چهارچوب بازیهای انتخابی جام جهانی فوتبال زنان ۲۰۱۱ به ثمر رساند. لو سومر در جام جهانی فوتبال زنان ۲۰۱۵ به عنوان برای تیم فرانسه بازی می‌کرد. او در تاریخ ۹ ژوئن ۲۰۱۵ یک گل به تیم انگلستان زد.

## آمار حرفه‌ای

### باشگاه
آمار دقیق مسابقات مطابق تاریخ ۱۱ ژوئن ۲۰۱۷
| باشگاه             | فصل                | لیگ        | لیگ      | جام        | جام      | قاره‌ای     | قاره‌ای | مجموع | مجموع    |
| باشگاه             | فصل                | تعداد حضور | تعداد گل | تعداد حضور | تعداد گل | تعداد حضور | گل     | حضور  | تعداد گل |
| ------------------ | ------------------ | ---------- | -------- | ---------- | -------- | ---------- | ------ | ----- | -------- |
| Stade Briochin     | ۲۰۰۷–۰۸            | ۲۲         | ۴        | ۱          | ۰        | ۰          | ۰      | ۲۳    | ۴        |
| Stade Briochin     | 2008–09            | ۲۱         | ۱۰       | ۳          | ۲        | ۰          | ۰      | ۲۴    | ۱۲       |
| Stade Briochin     | 2009–10            | ۲۲         | ۱۹       | ۲          | ۳        | ۰          | ۰      | ۲۴    | ۲۲       |
| Stade Briochin     | مجموع              | ۶۵         | ۳۳       | ۶          | ۵        | ۰          | ۰      | ۷۱    | ۳۸       |
| لیون               | 2010–11            | ۲۰         | ۱۷       | ۴          | ۶        | ۹          | ۵      | ۳۳    | ۲۸       |
| لیون               | 2011–12            | ۲۱         | ۲۲       | ۵          | ۶        | ۹          | ۹      | ۳۵    | ۳۷       |
| لیون               | 2012–13            | ۲۰         | ۲۰       | ۶          | ۱۰       | ۹          | ۱      | ۳۵    | ۳۱       |
| لیون               | 2013–14            | ۲۰         | ۱۵       | ۵          | ۱        | ۴          | ۱      | ۲۶    | ۱۷       |
| لیون               | 2014–15            | ۲۲         | ۲۹       | ۵          | ۴        | ۴          | ۵      | ۳۱    | ۳۸       |
| لیون               | 2015–16            | ۱۸         | ۱۱       | ۳          | ۹        | ۹          | ۵      | ۳۰    | ۲۵       |
| لیون               | 2016–17            | ۱۹         | ۲۰       | ۰          | ۰        | ۹          | ۶      | ۲۸    | ۲۶       |
| لیون               | مجموع              | ۱۴۰        | ۱۳۴      | ۲۸         | ۳۶       | ۵۳         | ۳۲     | ۲۲۱   | ۲۰۲      |
| مجموع حرفه باشگاهی | مجموع حرفه باشگاهی | ۲۰۵        | ۱۶۷      | ۳۴         | ۴۱       | ۵۳         | ۳۲     | ۲۹۲   | ۲۴۰      |

### ملی
(مسابق با تاریخ ۲۲ ژانویه ۲۰۱۶)
| تیم ملی | فصل     | تعداد حضور | گلها |
| ------- | ------- | ---------- | ---- |
| فرانسه  | ۲۰۰۸–۰۹ | ۷          | ۲    |
| فرانسه  | ۲۰۰۹–۱۰ | ۱۵         | ۵    |
| فرانسه  | ۲۰۱۰–۱۱ | ۱۴         | ۲    |
| فرانسه  | ۲۰۱۱–۱۲ | ۱۸         | ۸    |
| فرانسه  | ۲۰۱۲–۱۳ | ۱۹         | ۹    |
| فرانسه  | ۲۰۱۳–۱۴ | ۱۸         | ۹    |
| فرانسه  | ۲۰۱۴–۱۵ | ۱۹         | ۱۲   |
| فرانسه  | ۲۰۱۵–۱۶ | ۶          | ۵    |
| مجموع   | مجموع   | ۱۱۶        | ۵۲   |

#### گل‌های ملی
| ۱                           | ۵ مارس ۲۰۰۹     | Ammochostos Stadium, لارناکا، قبرس                                   | اسکاتلند            | 2–0  | 2–0  | 2009 Cyprus Cup                           |
| ۲                           | ۱۰ مارس ۲۰۰۹    | Makario Stadium, نیکوزیا، قبرس                                       | آفریقای جنوبی       | 1–0  | 3–2  | 2009 Cyprus Cup                           |
| ۳                           | ۲۳ سپتامبر ۲۰۰۹ | Stadion NK Inter Zaprešić, زاپرشیچ، کرواسی                           | کرواسی              | 0–5  | 0–7  | 2011 FIFA Women's World Cup qualification |
| ۴                           | ۲۷ مارس ۲۰۱۰    | Stade de la Libération, بولون-سور-مر، فرانسه                         | ایرلند شمالی        | 3–0  | 6–0  | 2011 FIFA Women's World Cup qualification |
| ۵                           | ۳۱ مارس ۲۰۱۰    | Windsor Park, بلفاست، ایرلند شمالی                                   | ایرلند شمالی        | 0–3  | 0–4  | 2011 FIFA Women's World Cup qualification |
| ۶                           | ۲۰ ژوئن ۲۰۱۰    | Stade Léo Lagrange, بزانسون، فرانسه                                  | کرواسی              | 2–0  | 3–0  | 2011 FIFA Women's World Cup qualification |
| ۷                           | ۲۳ ژوئن ۲۰۱۰    | ورزشگاه کادریورگ، تالین، استونی                                      | استونی              | 0–4  | 0–6  | 2011 FIFA Women's World Cup qualification |
| ۸                           | ۱۹ نوامبر ۲۰۱۰  | Stade Jean Bouin, آنژه، فرانسه                                       | لهستان              | 1–0  | 5–0  | دوستانه                                   |
| ۹                           | ۷ مارس ۲۰۱۱     | GSP Stadium, نیکوزیا، قبرس                                           | نیوزیلند            | 3–1  | 5–2  | 2011 Cyprus Cup                           |
| ۱۰                          | ۱۴ سپتامبر ۲۰۱۱ | Ness Ziona Stadium, نس زیونا، اسرائیل                                | اسرائیل             | 0–4  | 0–5  | UEFA Women's Euro 2013 qualifying         |
| ۱۱                          | ۲۲ سپتامبر ۲۰۱۱ | Turner's Cross, کورک، Republic of Ireland                            | جمهوری ایرلند       | 0–3  | 1–3  | UEFA Women's Euro 2013 qualifying         |
| ۱۲                          | ۲۲ اکتبر ۲۰۱۱   | Parc y Scarlets, لنلی، ولز                                           | ولز                 | 1–2  | 1–4  | UEFA Women's Euro 2013 qualifying         |
| ۱۳                          | ۱۶ نوامبر ۲۰۱۱  | Stade René Serge Nabajoth, پوئنت-ا-پیتر، گوادلوپ                     | اروگوئه             | 5–0  | ۸–۰  | دوستانه                                   |
| ۱۴                          | ۱۶ نوامبر ۲۰۱۱  | Stade René Serge Nabajoth, پوئنت-ا-پیتر، گوادلوپ                     | اروگوئه             | 7–0  | ۸–۰  | دوستانه                                   |
| ۱۵                          | ۱۶ نوامبر ۲۰۱۱  | Stade René Serge Nabajoth, پوئنت-ا-پیتر، گوادلوپ                     | اروگوئه             | 8–0  | ۸–۰  | دوستانه                                   |
| ۱۶                          | ۱۵ فوریه ۲۰۱۲   | Stade des Costières, نیم، فرانسه                                     | هلند                | 1–1  | 2–1  | دوستانه                                   |
| ۱۷                          | ۱ مارس ۲۰۱۲     | GSZ Stadium, لارناکا، قبرس                                           | فنلاند              | 0–1  | 1–2  | 2012 Cyprus Cup                           |
| ۱۸                          | ۴ ژوئیه ۲۰۱۲    | Stade de la Source, اورلئان، فرانسه                                  | رومانی              | 2–0  | 6–0  | دوستانه                                   |
| ۱۹                          | ۴ ژوئیه ۲۰۱۲    | Stade de la Source, اورلئان، فرانسه                                  | رومانی              | 4–0  | 6–0  | دوستانه                                   |
| ۲۰                          | ۶ اوت ۲۰۱۲      | ورزشگاه ومبلی، لندن، انگلستان                                        | ژاپن                | 1–2  | 1–2  | 2012 Summer Olympics                      |
| ۲۱                          | ۱۵ سپتامبر ۲۰۱۲ | Stade du Roudourou, گنگام، فرانسه                                    | جمهوری ایرلند       | 2–0  | ۴–۰  | UEFA Women's Euro 2013 qualifying         |
| ۲۲                          | ۱۵ سپتامبر ۲۰۱۲ | Stade du Roudourou, گنگام، فرانسه                                    | جمهوری ایرلند       | 3–0  | ۴–۰  | UEFA Women's Euro 2013 qualifying         |
| ۲۳                          | ۱۹ سپتامبر ۲۰۱۲ | Tynecastle Stadium, ادینبرو، اسکاتلند                                | اسکاتلند            | 0–2  | ۰–۵  | UEFA Women's Euro 2013 qualifying         |
| ۲۴                          | ۱۹ سپتامبر ۲۰۱۲ | Tynecastle Stadium, ادینبرو، اسکاتلند                                | اسکاتلند            | 0–3  | ۰–۵  | UEFA Women's Euro 2013 qualifying         |
| ۲۵                          | ۲۴ اکتبر ۲۰۱۲   | Philips Stadion, آیندهوون، هلند                                      | هلند                | 1–1  | 1–1  | دوستانه                                   |
| ۲۶                          | ۶ مارس ۲۰۱۳     | Stade Marcel Picot, Tomblaine, فرانسه                                | برزیل               | 1–1  | 2–2  | دوستانه                                   |
| ۲۷                          | ۱۲ ژوئیه ۲۰۱۳   | ایدروتسپارکن، نورشوپینگ، سوئد                                        | روسیه               | 3–0  | 3–1  | UEFA Women's Euro 2013                    |
| ۲۸                          | ۱۸ ژوئیه ۲۰۱۳   | Arena Linköping, لینشوپینگ، سوئد                                     | انگلستان            | 1–0  | 3–0  | UEFA Women's Euro 2013                    |
| ۲۹                          | ۲۵ اکتبر ۲۰۱۳   | Stade Pierre Brisson, بووه، فرانسه                                   | لهستان              | 1–0  | ۶–۰  | دوستانه                                   |
| ۳۰                          | ۲۵ اکتبر ۲۰۱۳   | Stade Pierre Brisson, بووه، فرانسه                                   | لهستان              | 3–0  | ۶–۰  | دوستانه                                   |
| ۳۱                          | ۲۳ نوامبر ۲۰۱۳  | Lovech Stadium, لووچ، بلغارستان                                      | بلغارستان           | 0–10 | 0–10 | 2015 FIFA Women's World Cup qualification |
| ۳۲                          | ۲۸ نوامبر ۲۰۱۳  | MMArena, لو مان، فرانسه                                              | بلغارستان           | 2–0  | ۱۴–۰ | 2015 FIFA Women's World Cup qualification |
| ۳۳                          | ۲۸ نوامبر ۲۰۱۳  | MMArena, لو مان، فرانسه                                              | بلغارستان           | 7–0  | ۱۴–۰ | 2015 FIFA Women's World Cup qualification |
| ۳۴                          | ۲۸ نوامبر ۲۰۱۳  | MMArena, لو مان، فرانسه                                              | بلغارستان           | 10–0 | ۱۴–۰ | 2015 FIFA Women's World Cup qualification |
| ۳۵                          | ۲۸ نوامبر ۲۰۱۳  | MMArena, لو مان، فرانسه                                              | بلغارستان           | 14–0 | ۱۴–۰ | 2015 FIFA Women's World Cup qualification |
| ۳۶                          | ۲۰ اوت ۲۰۱۴     | ورزشگاه یوژف بوژیک، بوداپست، مجارستان                                | مجارستان            | 0–1  | ۰–۴  | 2015 FIFA Women's World Cup qualification |
| ۳۷                          | ۲۰ اوت ۲۰۱۴     | ورزشگاه یوژف بوژیک، بوداپست، مجارستان                                | مجارستان            | 0–2  | ۰–۴  | 2015 FIFA Women's World Cup qualification |
| ۳۸                          | ۲۲ نوامبر ۲۰۱۴  | Stade Francis Le Basser, Laval, فرانسه                               | نیوزیلند            | 1–0  | 2–1  | دوستانه                                   |
| ۳۹                          | ۲۶ نوامبر ۲۰۱۴  | Stade de Gerland, Lyon, فرانسه                                       | برزیل               | 1–0  | 2–0  | دوستانه                                   |
| ۴۰                          | ۸ فوریه ۲۰۱۵    | Stade du Moustoir, Lorient, فرانسه                                   | ایالات متحده آمریکا | 1–0  | 2–0  | دوستانه                                   |
| ۴۱                          | ۴ مارس ۲۰۱۵     | Stadium Bela Vista, Parchal, Portugal                                | پرتغال              | 0–1  | 0–1  | جام آلگاروه ۲۰۱۵                          |
| ۴۲                          | ۶ مارس ۲۰۱۵     | Stadium Bela Vista, Parchal, Portugal                                | دانمارک             | 1–0  | 4–1  | 2015 Algarve Cup                          |
| ۴۳                          | ۹ مارس ۲۰۱۵     | Stadium Bela Vista, Parchal, Portugal                                | ژاپن                | 1–2  | 1–3  | 2015 Algarve Cup                          |
| ۴۴                          | ۹ آوریل ۲۰۱۵    | Stade Robert Bobin, Bondoufle, فرانسه                                | کانادا              | 1–0  | 1–0  | دوستانه                                   |
| ۴۵                          | ۹ ژوئن ۲۰۱۵     | Moncton Stadium, Moncton, Canada                                     | انگلستان            | 1–0  | 1–0  | 2015 FIFA Women's World Cup               |
| ۴۶                          | ۱۷ ژوئن ۲۰۱۵    | ورزشگاه لندزداون، اتاوا، کانادا                                      | مکزیک               | 0–3  | ۰–۵  | 2015 FIFA Women's World Cup               |
| ۴۷                          | ۱۷ ژوئن ۲۰۱۵    | ورزشگاه لندزداون، اتاوا، کانادا                                      | مکزیک               | 0–4  | ۰–۵  | 2015 FIFA Women's World Cup               |
| ۴۸                          | ۲۲ سپتامبر ۲۰۱۵ | MMArena, Le Mans, فرانسه                                             | رومانی              | 2–0  | ۳–۰  | UEFA Women's Euro 2017 qualifying         |
| ۴۹                          | ۲۲ سپتامبر ۲۰۱۵ | MMArena, Le Mans, فرانسه                                             | رومانی              | 3–0  | ۳–۰  | UEFA Women's Euro 2017 qualifying         |
| ۵۰                          | ۲۷ نوامبر ۲۰۱۵  | Qemal Stafa Stadium, تیرانا، آلبانی                                  | آلبانی              | 0–3  | ۰–۶  | UEFA Women's Euro 2017 qualifying         |
| ۵۱                          | ۲۷ نوامبر ۲۰۱۵  | Qemal Stafa Stadium, تیرانا، آلبانی                                  | آلبانی              | 0–6  | ۰–۶  | UEFA Women's Euro 2017 qualifying         |
| ۵۲                          | ۱ دسامبر ۲۰۱۵   | Katerini Stadium, کاترینی، یونان                                     | یونان               | 0–3  | 0–3  | UEFA Women's Euro 2017 qualifying         |
| ۵۳                          | ۳ ژوئن ۲۰۱۶     | Roazhon Park, رن، فرانسه                                             | یونان               | 1–0  | 1–0  | UEFA Women's Euro 2017 qualifying         |
| ۵۴                          | ۳ اوت ۲۰۱۶      | ورزشگاه مینیرو، بلو هوریزونته، برزیل                                 | کلمبیا              | 2–0  | 4–0  | Football at the 2016 Summer Olympics      |
| ۵۵                          | ۹ اوت ۲۰۱۶      | ورزشگاه ایتایپاوا آرنا فونته نوآوا، سالوادور، برزیل                  | نیوزیلند            | 0–1  | 0–3  | Football at the 2016 Summer Olympics      |
| ۵۶                          | ۲۰ سپتامبر ۲۰۱۶ | Stade Sébastien Charléty, پاریس، فرانسه                              | آلبانی              | 3–0  | 6–0  | UEFA Women's Euro 2017 qualifying         |
| ۵۷                          | ۲۰ سپتامبر ۲۰۱۶ | Stade Sébastien Charléty, پاریس، فرانسه                              | آلبانی              | 5–0  | 6–0  | UEFA Women's Euro 2017 qualifying         |
| ۵۸                          | ۲۶ نوامبر ۲۰۱۶  | MMArena, لو مان (فرانسه), فرانسه                                     | اسپانیا             | 1–0  | 1–0  | دوستانه                                   |
| ۵۹                          | ۷ مارس ۲۰۱۷     | ورزشگاه یادبود رابرت اف. کندی، واشینگتن، دی.سی., ایالات متحده آمریکا | ایالات متحده آمریکا | 0–2  | 0–3  | 2017 SheBelieves Cup                      |
| ۶۰                          | ۷ آوریل ۲۰۱۷    | ورزشگاه خوخنوارت، اوترخت، هلند                                       | هلند                | 0–2  | 1–2  | دوستانه                                   |
| ۶۱                          | ۱۸ ژوئیه ۲۰۱۷   | ورزشگاه ویلم دوم، تیلبورخ، هلند                                      | ایسلند              | 1–0  | 1–0  | UEFA Women's Euro 2017                    |
| Correct as of 01 March 2017 |                 |                                                                      |                     |      |      |                                           |

## افتخارات

### باشگاهی
لیون
- لیگ ۱ فوتبال زنان فرانسه: قهرمان 2010–11, 2011–12, 2012–13, 2013–14, 2014–15, 2015–16, 2016–17
- جام حذفی فوتبال زنان فرانسه: قهرمان 2011–12, 2012–13, 2013–14, 2014–15, 2015–16, 2016–17
- لیگ قهرمانان اروپای زنان: قهرمان 2010–11, 2011–12, 2015–16, ۲۰۱۶–۱۷
- جام بین‌المللی قهرمانان باشگاه‌های زنان: قهرمان ۲۰۱۲
- جام وله زنان: قهرمان ۲۰۱۴

### ملی
فرانسه
- جام قبرس: قهرمان 2012, ۲۰۱۴
- جام شی‌بیلیوز: قهرمان ۲۰۱۷

### انفرادی
- جام جهانی فوتبال زنان زیر ۲۰ سال توپ برنز: ۲۰۰۸
- UNFP Female Player of the Year: 2009–10, 2014–15
- جام جهانی فوتبال زنان تیم ستارگان: ۲۰۱۵
- ده بازیکن فهرست توپ طلایی ۲۰۱۵
- ده بازیکن برتر یوفا در سال ۲۰۱۵
- بهترین بازیکن جام آلگاروه ۲۰۱۵
- بهترین مهاجم لیگ ملی فرانسه ۲۰۰۹–۲۰۱۰ و ۲۰۱۱–۲۰۱۲
- UEFA Women's Champions League Best Striker 2011-2012
- تیم ستارگان منتخب مسابقات فوتبال زنان اروپا: ۲۰۱۳
- FIFPro: FIFA FIFPro World XI 2015[۸]2016[۹]